# ألان جيلفانت
ألان جيلفانت (بالإنجليزية: Alan Gelfant)‏ هو مخرج وممثل أمريكي، ولد في 21 مايو 1957 في الولايات المتحدة.

## وصلات خارجية
- ألان جيلفانت على موقع IMDb (الإنجليزية)
- ألان جيلفانت على موقع قاعدة بيانات الفيلم (الإنجليزية)